# Quintino Bocaiúva (Río de Janeiro)
Quintino Bocaiúva, más conocido como Quintino, es un barrio de la ciudad de Río de Janeiro, Brasil.
Su nombre es un homenaje al personaje histórico Quintino Bocaiúva, defensor de la república a fines del siglo XIX, quien habitaba en la zona y murió en ella. El futbolista Zico es la persona más conocida nacida en Quintino.